# Dendronephthya rosea
Dendronephthya rosea is een zachte koraalsoort uit de familie Nephtheidae. De koraalsoort komt uit het geslacht Dendronephthya. Dendronephthya rosea werd in 1895 voor het eerst wetenschappelijk beschreven door Kükenthal. 